# Érik a szőlő, hajlik a vessző
Az Érik a szőlő kezdetű magyar népdalt Bartók Béla gyűjtötte a Bereg vármegyei Rafajnaújfaluban 1912-ben. Igen régi, még az őshazából magunkkal hozott dallam. Éneklik Zörög a kocsi, pattog a Jancsi kezdetű szöveggel is.
Dallamára énekelhető a 100. zsoltár.
Feldolgozás:
| Szerző                         | Mire                  | Mű                                    | Előadás |
| ------------------------------ | --------------------- | ------------------------------------- | ------- |
| Kodály Zoltán                  | két énekszólam        | Bicinia Hungarica, I. füzet, 43. dal. | [ 1 ]   |
| Farkas Ferenc                  | két szólamú vegyeskar | Baranyai lakodalmas, 4. dal           |         |
| Bartók Béla– Reschofsky Sándor | zongora               | Kezdők zongoramuzsikája               | [ 3 ]   |
| Petres Csaba                   | két furulya           | Tarka madár, 40. kotta                |         |
| Viski János                    | zongora               | Érik a szőlő                          |         |

## Kotta és dallam
| Érik a szőlő, hajlik a vessző, bodor a levele, két szegény legény szántani menne, de nincsen kenyere. | Van vöröshagyma a tarisznyában, keserű magában, szolgalegénynek, hej, a szegénynek de kevés vacsora! |

Másik szöveggel:
| Zörög a kocsi, pattog a Jancsi, talán értem jönnek. Hej, idesanyám, szerelmes dajkám, tőled már elvisznek! | Kocsira ágyam, kocsira ládám, magam is felülök, sej, idesanyám, szerelmes dajkám, de hamar elvisznek! |

## Feldolgozások
A Defekt duó nevű paródiazenekar 1990-ben megjelent Zenés kabaré című kiadványán paródiaként feldolgozta a népdalt.

## Felvételek
- Érik a szőlő..., Hol háltál az éjjel... Előadja: Palmetta  YouTube (2012. február 12.)  (Hozzáférés: 2016. március 5.) (audió) 0:55-ig.
- Érik a szőlő. Előadja: Borra-való  YouTube (2012. február 18.)  (Hozzáférés: 2016. március 5.) (videó)
- Érik a szőlő. YouTube (2012. szeptember 24.)  (Hozzáférés: 2016. március 5.) (videó) Ovitévé.